# Jean Taurines
Pour les articles homonymes, voir Taurines.
Jean Taurines, né le 21 janvier 1884 à Baziège (Haute-Garonne) et mort le 22 octobre 1958 à Paris, est un homme politique et résistant français.
Il est élevé à la dignité de grand-croix de la Légion d'honneur en 1949 pour « services exceptionnels de guerre et de résistance ».

## Biographie

### Famille
Issu d'une famille modeste, il devient rédacteur principal au sein de l'administration des contributions directes. 

### Première Guerre mondiale
Il se comporte bravement pendant la Première Guerre mondiale, dont il revient amputé d'une jambe. 

### Entre-deux-guerres
Devenu conseiller général de Saint-Just-en-Chevalet, il se présente aux élections législatives de 1919 sur les listes du Bloc national. Élu député de la Loire, il rejoint le principal groupe de la Fédération républicaine, l'Entente républicaine démocratique, et devient secrétaire de la Chambre des députés.
Tête de liste de la Fédération aux élections de 1924, il est battu mais retrouve un siège au scrutin uninominal en 1928. Il rejoint alors le groupe conservateur des Indépendants. En 1932, il se fait élire au Sénat. S'étant éloigné de la Fédération républicaine, il adhère à l'Alliance démocratique et s'inscrit au groupe sénatorial des Radicaux indépendants, l'Union démocratique et radicale. En 1939, il démissionne de l'AD en protestation contre le télégramme de félicitations adressé à Adolf Hitler par Pierre-Étienne Flandin.

### Seconde Guerre mondiale
Le 10 juillet 1940, il vote en faveur de la remise des pleins pouvoirs au maréchal Pétain après avoir vainement formulé, au nom de 38 parlementaires anciens combattants, une proposition de réforme constitutionnelle remettant le pouvoir à Pétain mais tendant à écarter Pierre Laval de la scène politique.

### Après-guerre
En février 1949, il est élevé à la dignité de grand-croix de la Légion d'honneur pour « services exceptionnels de guerre et de résistance »,.

## Décorations
- Grand-croix de la Légion d'honneur (28 février 1949)[1] ;
  - Chevalier le 17 février 1915[1];
  - Officier le 1er janvier 1917[1] ;
  - Commandeur le 29 mai 1936[1] ;
  - Grand officier le 1er mars 1939[1] ;
- Croix de Guerre 1939-1945 avec palme[1]
- Croix de Guerre 1914-1918[3]
- Médaille de la Résistance (1946)[3]

## Sources
- « Jean Taurines », dans le Dictionnaire des parlementaires français (1889-1940), sous la direction de Jean Jolly, PUF, 1960 [détail de l’édition]
- Anny Malroux, Ceux du 10 juillet 1940, le vote des quatre-vingts, Paris, L'Harmattan, 2006.